# Обучение без учителя
Обучение без учителя (самообучение, спонтанное обучение, англ. Unsupervised learning) — один из способов машинного обучения, при котором испытуемая система спонтанно обучается выполнять поставленную задачу без вмешательства со стороны экспериментатора. 
С точки зрения кибернетики, это является одним из видов кибернетического эксперимента. Как правило, это пригодно только для задач, в которых известны описания множества объектов (обучающей выборки), и требуется обнаружить внутренние взаимосвязи, зависимости, закономерности, существующие между объектами. Обучение без учителя часто противопоставляется обучению с учителем, когда для каждого обучающего объекта принудительно задаётся «правильный ответ», и требуется найти зависимость между стимулами и реакциями системы.

## Связь с физиологией
Несмотря на многочисленные прикладные достижения, обучение с учителем критиковалось за свою биологическую неправдоподобность. Трудно вообразить обучающий механизм в мозге, который бы сравнивал желаемые и действительные значения выходов, выполняя коррекцию с помощью обратной связи. Если допустить подобный механизм в мозге, то откуда тогда возникают желаемые выходы? Обучение без учителя является намного более правдоподобной моделью обучения в биологической системе. Развитая Кохоненом и многими другими, она не нуждается в целевом векторе для выходов и, следовательно, не требует сравнения с предопределёнными идеальными ответами.

## Понятие «обучения без учителя» в теории распознавания образов
Для построения теории и отхода от кибернетического эксперимента в различных теориях эксперимент с обучением без учителя пытаются формализовать математически. Существует много различных подвидов постановки и определения данной формализации, одна из которых отражена в теории распознавания образов.
Такой отход от эксперимента и построение теории связаны с различным мнением специалистов во взглядах. Различия, в частности, возникают при ответе на вопрос: «Возможны ли единые принципы адекватного описания образов различной природы, или же такое описание каждый раз есть задача для специалистов конкретных знаний?».
В первом случае постановка должна быть нацелена на выявление общих принципов использования априорной информации при составлении адекватного описания образов. Важно, что здесь априорные сведения об образах различной природы разные, а принцип их учёта один и тот же. Во втором случае проблема получения описания выносится за рамки общей постановки, и теория машинного обучения распознаванию образов с точки зрения статистической теории обучения распознаванию образов может быть сведена к проблеме минимизации среднего риска в специальном классе решающих правил.
В теории распознавания образов различают в основном три подхода к данной проблеме:
- Эвристические методы;
- Математические методы;
- Лингвистические (синтаксические) методы.

## Типы входных данных
- Признаковое описание объектов. Каждый объект описывается набором своих характеристик, называемых признаками. Признаки могут быть числовыми или нечисловыми.
- Матрица расстояний между объектами. Каждый объект описывается расстояниями до всех остальных объектов обучающей выборки.

## Решаемые задачи
Экспериментальная схема обучения без учителя часто используется в теории распознавания образов, машинном обучении. При этом в зависимости от подхода формализуется в ту или иную математическую концепцию. И только в теории искусственных нейронных сетей задача решается экспериментально, применяя тот или иной вид нейросетей. При этом, как правило, полученная модель может не иметь интерпретации, что иногда относят к минусам нейросетей. Но тем не менее, результаты получаются ничем не хуже, и при желании могут быть интерпретированы при применении специальных методов.

### Задачи кластеризации
Эксперимент обучения без учителя при решении задачи распознавания образов можно сформулировать как задачу кластерного анализа. Выборка объектов разбивается на непересекающиеся подмножества, называемые кластерами, так, чтобы каждый кластер состоял из схожих объектов, а объекты разных кластеров существенно отличались. Исходная информация представляется в виде матрицы расстояний.
Методы решения:
- Графовые алгоритмы кластеризации
- Статистические алгоритмы кластеризации
- Иерархическая кластеризация или таксономия
- Нейронная сеть Кохонена
- Метод k-средних (k-means)
- Автоассоциатор
- Глубокая сеть доверия

Кластеризация может играть вспомогательную роль при решении задач классификации и регрессии. Для этого нужно сначала разбить выборку на кластеры, затем к каждому кластеру применить какой-нибудь совсем простой метод, например, приблизить целевую зависимость константой.
Методы решения:
- Нейронная сеть встречного распространения
- Сеть радиально-базисных функций

### Задачи обобщения
Так же, как и в случае экспериментов по различению, что математически может быть сформулированно как кластеризация, при обобщении понятий можно исследовать спонтанное обобщение, при котором критерии подобия не вводятся извне или не навязываются экспериментатором.
При этом в эксперименте по «чистому обобщению» от модели мозга или перцептрона требуется перейти от избирательной реакции на один стимул (допустим, квадрат, находящийся в левой части сетчатки) к подобному ему стимулу, который не активизирует ни одного из тех же сенсорных окончаний (квадрат в правой части сетчатки). К обобщению более слабого вида относится, например, требование, чтобы реакции системы распространялись на элементы класса подобных стимулов, которые не обязательно отделены от уже показанного ранее (или услышанного, или воспринятого на ощупь) стимула.

### Задачи обнаружения аномалий
Методы обучения без учителя распространены для решения задач обнаружения аномалий, то есть тех участков данных, на которых поведение объекта значительно отличается от типичного (ожидаемого) поведения.

### Задачи поиска правил ассоциации
Исходная информация представляется в виде признаковых описаний. Задача состоит в том, чтобы найти такие наборы признаков и такие значения этих признаков, которые особенно часто (неслучайно часто) встречаются в признаковых описаниях объектов.

### Задачи сокращения размерности
Исходная информация представляется в виде признаковых описаний, причём число признаков может быть достаточно большим. Задача состоит в том, чтобы представить эти данные в пространстве меньшей размерности, по возможности, минимизировав потери информации.
Методы решения:
- Метод главных компонент
- Анализ независимых компонент
- Многомерное шкалирование

### Задачи визуализации данных
Некоторые методы кластеризации и снижения размерности строят представления выборки в пространстве размерности два. Это позволяет отображать многомерные данные в виде плоских графиков и анализировать их визуально, что способствует лучшему пониманию данных и самой сути решаемой задачи.
Методы решения:
- Дендрограмма
- Самоорганизующаяся карта Кохонена
- Generative topographic map
- Карта сходства

### Некоторые приложения
- Социологические исследования: формирование представительных подвыборок при организации социологических опросов.
- Маркетинговые исследования: разбиение множества всех клиентов на кластеры для выявления типичных предпочтений.
- Анализ рыночных корзин: выявление сочетаний товаров, часто встречающихся вместе в покупках клиентов.